# Beleza Pura
Beleza Pura (La beauté pure) est une telenovela brésilienne diffusée en 2008 par Rede Globo.